# Stadtbahn Seattle
Die Stadtbahn Seattle, englisch Link Light Rail, ist ein regionales Light-Rail-Transit-Netz in der Metropolregion Seattle im Bundesstaat Washington der Vereinigten Staaten. Sie gehört Sound Transit und wird vom Verkehrsunternehmen King County Metro betrieben.
Die erste Strecke wurde 2009 als „Central Link“ eröffnet. Sie verläuft durch Seattle und Vororte in King County. Seit 2021 wird sie von der „1 Line“ befahren. Sie wurde mehrfach erweitert und ist mit Stand 2024 rund 53 km lang. Sie führt von Angle Lake in SeaTac im Süden, über den Seattle-Tacoma International Airport, in Seattle durch die Innenstadt, über die University of Washington und Northgate bis in die nördlich gelegenen Vorstädte Shoreline, Mountlake Terrace und Lynnwood im Snohomish County.
Die in West-Ost-Richtung verlaufende „2 Line“ wurde von Bellevue nach Redmond 2024 und 2025 in Teilen eröffnet. In den Jahren 2025 oder 2026 soll der Zwischenabschnitt von Bellevue durch Seattle nach Lynnwood folgen. Andere Ausbauten sind in Bau bzw. in Planung. Das Netz soll bis Mitte der 2040er Jahre auf eine Länge von über 160 Kilometern anwachsen und dann aus vier Linien bestehen.
Sound Transit betreibt auch die Straßenbahn Tacoma, die als Teil von Link Light Rail eingerichtet wurde, aber eine eigenständige innerstädtische Niederflur-Straßenbahn ist. Die Straßenbahn Seattle ist ebenfalls eine innerstädtische Straßenbahn und wird vom Unternehmen King County Metro betrieben, gehört aber nicht Sound Transit und ist nicht Teil von Link Light Rail.

Logo der Stadtbahn Seattle

Karte der in Betrieb und im Bau befindlichen Strecken und Bahnhöfe der Stadtbahn Seattle (Stand: 2025)

## Geschichte
Im November 1996 stimmten die Wähler im King County, Pierce County und Snohomish County dem Vorhaben „Sound Move“ zu. Es beinhaltete ein 3,9 Milliarden US-Dollar umfassendes Verkehrspaket, darunter 1,7 Milliarden US-Dollar für ein Stadtbahnsystem bestehend aus „Central Link“ und „Tacoma Link“.
In den späten 1990er-Jahren und frühen 2000er-Jahren ergaben sich eine Reihe finanzieller und politischer Schwierigkeiten für Sound Transit. Die Baukosten stiegen signifikant an und die US-Bundesregierung drohte, die notwendigen finanziellen Mittel zu entziehen. Sound Transit musste 2001 die Planung deutlich reduzieren, und der Gegenentwurf eines Einschienenbahn-Netzes führte zu größer werdender Ablehnung gegenüber der Stadtbahn von Bewohnern des Großraums Seattle.
Ende 2002 konnte Sound Transit die Streckenführung festlegen und wurde finanziell stabiler. Am 22. August 2003 eröffnete der „Tacoma Link“ und erfüllte bald die erwarteten Fahrgastzahlen. Am 8. November 2003 schließlich war Baubeginn für „Central Link“. Die Strecke wurde zwischen Westlake Station und Tukwila am 18. Juli 2009 eröffnet und am 19. Dezember desselben Jahres bis SeaTac/Airport verlängert.
Im November 2006 stimmte die Federal Transit Administration des Verkehrsministeriums der Vereinigten Staaten einer nördlichen Verlängerung bis zur University of Washington zu. Baubeginn war im Dezember 2008, die Eröffnung am 19. März 2016.
Auch am südlichen Linienende erfolgte am 24. September 2016 eine Verlängerung um eine Station bis Angle Lake.
Am 2. Oktober 2021 wurde die Verlängerung im Norden bis Northgate in Betrieb genommen.
Ein erster Abschnitt der in West-Ost-Richtung verlaufenden Linie 2 von Bellevue nach Redmond wurde am 27. April 2024 eröffnet. Eine nördliche Erweiterung der Linie 1 nach Lynnwood City Center mit vier neuen Stationen wurde am 30. August 2024 eröffnet.
Am 10. Mai 2025 wurde die Linie 2 zur Endstation Downtown Redmond verlängert. Im Winter 2025/26 soll der Abschnitt der Linie 2 zwischen Bellevue und Seattle eröffnet werden. Im Frühjahr 2026 soll die Verlängerung der Linie 1 nach Federal Way erfolgen. Für den geplanten weiteren Ausbau nach West Seattle, Ballard and Everett ist die Finanzierung wegen gestiegener Baukosten unsicher.

## Linien der Stadtbahn Seattle

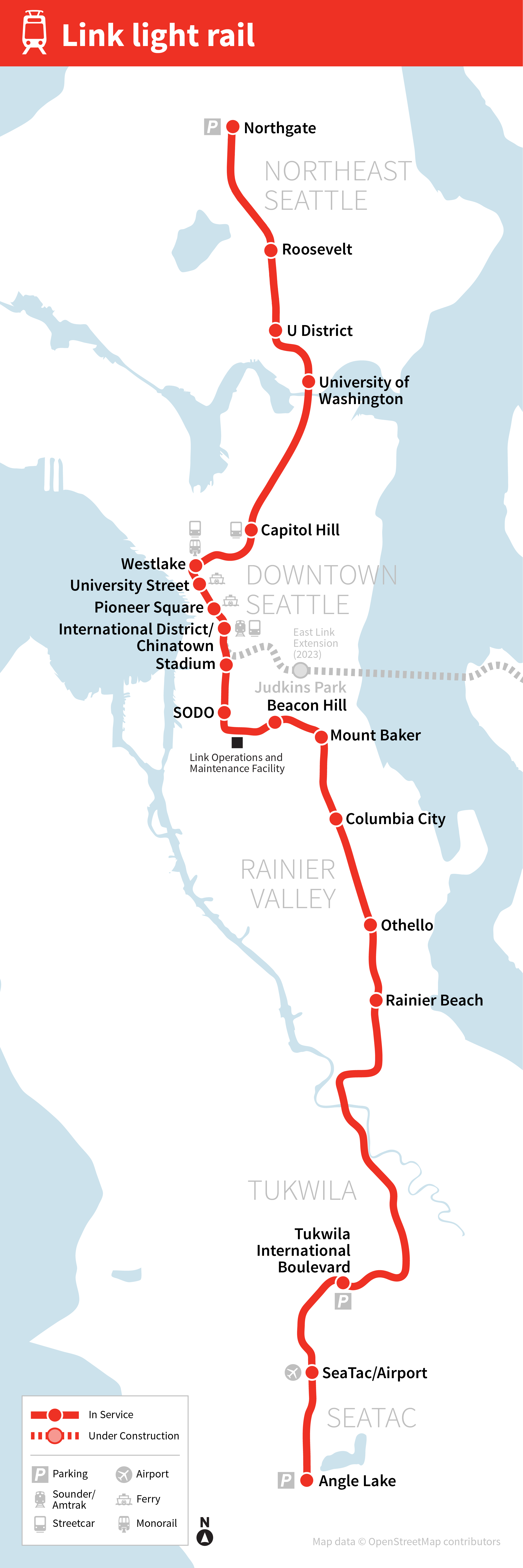
Karte der Linie 1 der Stadtbahn Seattle (Stand 2021, Northgate bis Angle Lake)

### Linie 1

Grünes Signet 1 Line

Die ursprünglich als „Central Link“ bezeichnete Linie bekam im Jahr 2019 vorübergehend die Kennfarbe Rot und den Namen „Red Line“. Seit 2022 trägt sie die Farbe Grün und heißt „1 Line“.
Die Trasse ist weitgehend höhenfrei angelegt. Am 2021 erreichten nördlichen Endpunkt Northgate an der Interstate 5 ist die Strecke aufgeständert, geht aber Richtung Süden sofort in eine lange Tunnelstrecke über. So werden Wohngebiete, die University of Washington und der Stadtteil Capitol Hill unterquert. Dieser Tunnel geht an der Westlake Station, in der Nähe der Kreuzung von Pine Street und 4th Avenue, in den Downtown Seattle Transit Tunnel über.
Im 1990 eröffneten Downtown Seattle Transit Tunnel befand sich bis 2005 eine doppelte Oberleitung für O-Busse und er wurde ausschließlich von Bussen befahren. Um ihn in das im Aufbau befindliche Stadtbahnnetz einbinden zu können, wurde er zwischen 2005 und 2007 mit Gleisen ausgestattet und die zweipolige durch eine einpolige Oberleitung ersetzt. Ab der Wiedereröffnung 2007 wurde der Tunnel daher mit Duo-Bussen bedient. Seit März 2019 findet kein Busverkehr durch den Tunnel mehr statt, sondern ist er den Stadtbahnen vorbehalten.
Nach Verlassen des südlichen Tunnelendes an der International District/Chinatown Station verläuft die Strecke auf eigenem Gleiskörper entlang des SoDo Busway (früher 5th Avenue South) und hat Vorrangschaltungen an allen Kreuzungen. Im Anschluss daran folgt ein als Hochbahn trassierter Streckenabschnitt durch das Stadtviertel SoDo.
Daraufhin verläuft die Strecke wieder im Tunnel unterhalb des Beacon Hill und hat dort eine unterirdische Station. Nach dem Tunnel ist wieder ein kurzes Stück als Hochbahn ausgeführt, bevor die Strecke anschließend auf dem Martin Luther King Jr. Way S. verläuft und drei Haltestellen im Rainier Valley bedient.
Südlich des Martin Luther King Jr. Way S. ist die Trasse nun wieder kreuzungsfrei als Hochbahn ausgeführt und führt entlang der Boeing Access Road, E. Marginal Way S., Interurban Avenue S., SR 599 und Interstate 5. Unmittelbar nördlich der SR 518 schwenkt die Strecke nach Westen parallel zur SR 518 ab. Nach der Tukwila International Boulevard Station kreuzt sie den International Boulevard und verläuft in Mittellage des North Airport Expressway bis zur SeaTac/Airport Station. Von dort führt die Strecke entlang der Cargo Ramp und der 28th Avenue South bis zur Endstation Angle Lake.

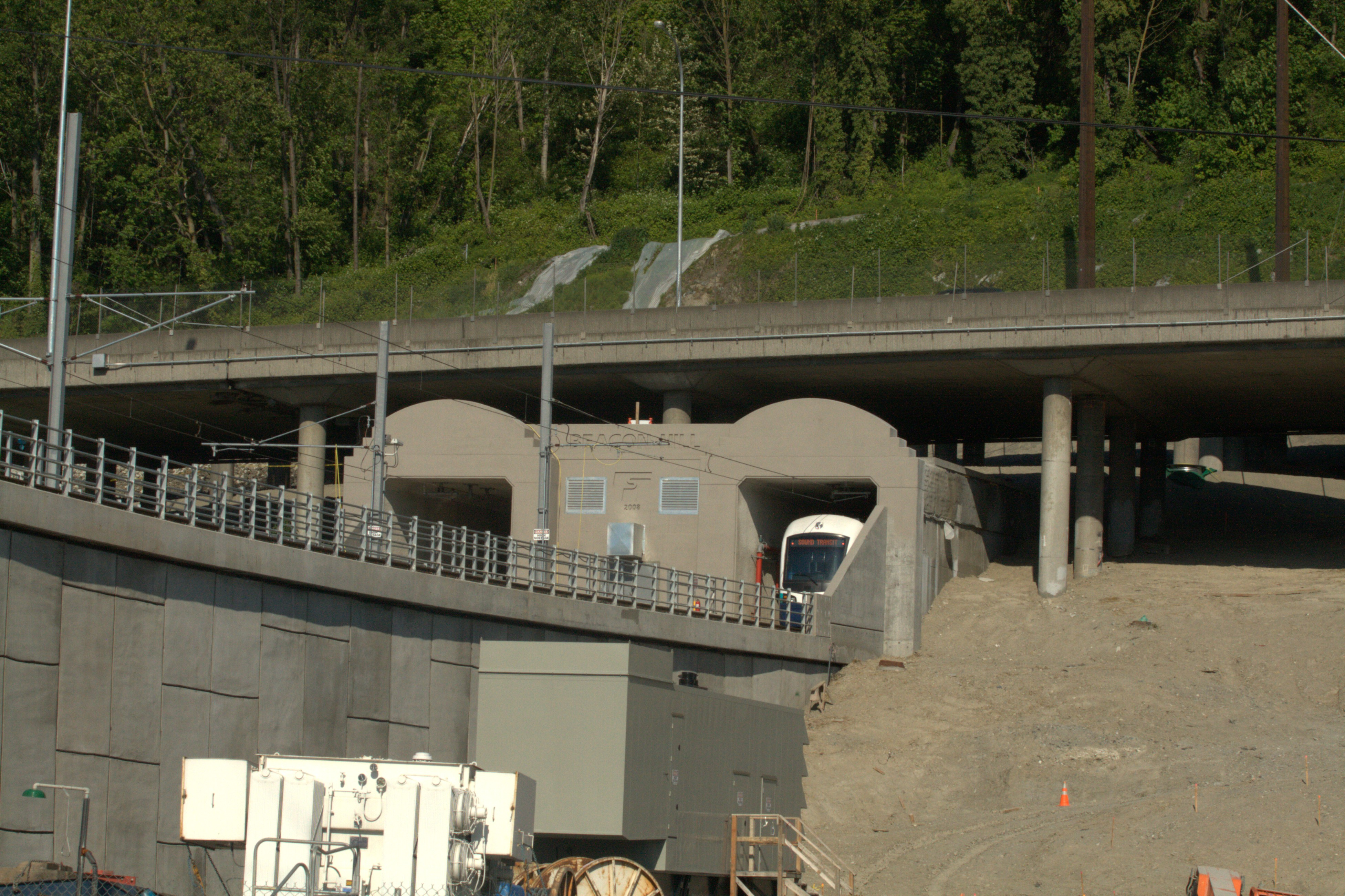
Westportal des Beacon-Hill-Tunnels
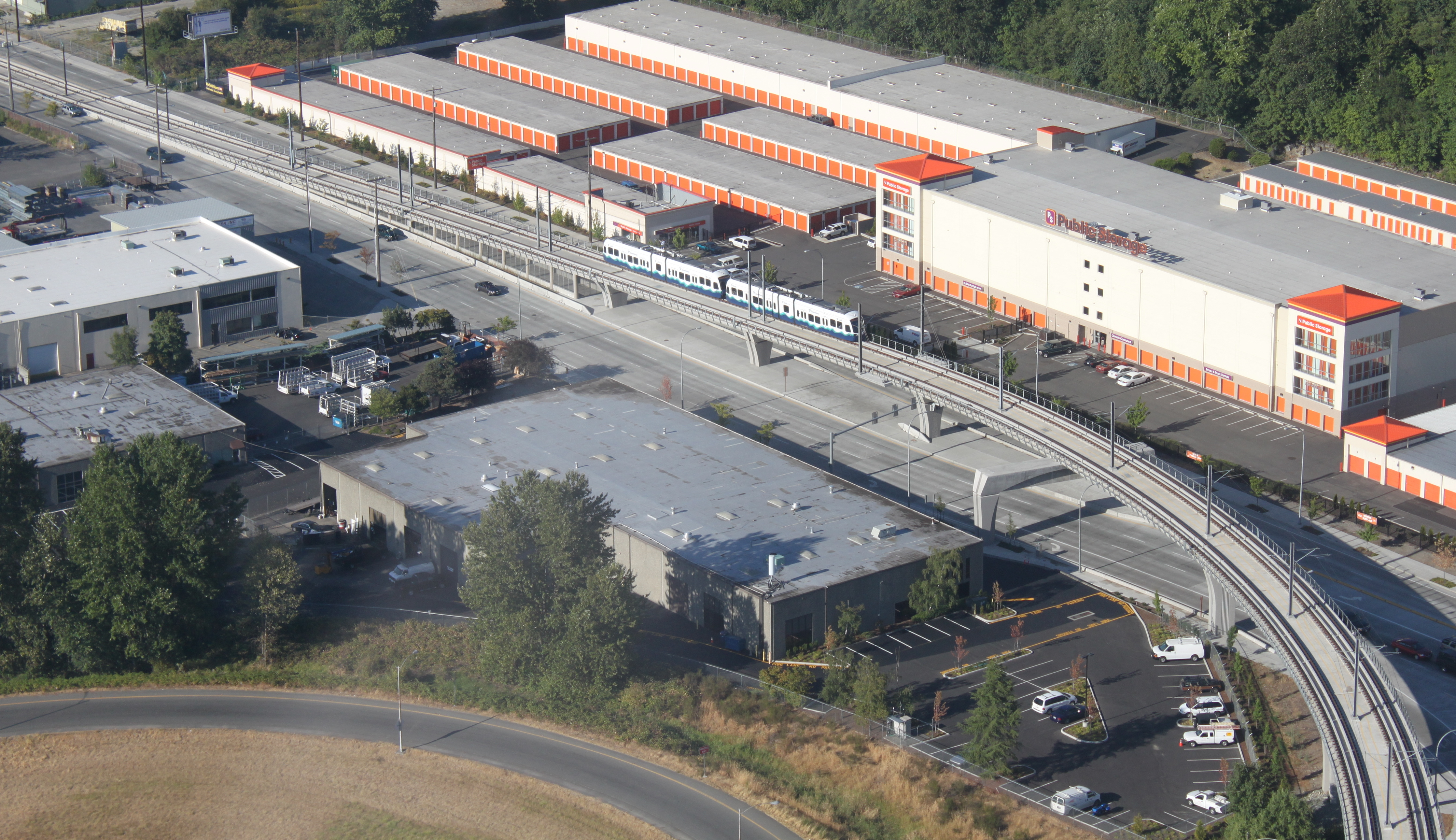
Rampe von der Hochbahnbrücke über den Martin Luther King Jr. Way S.

### Linie 2

Blaues Signet 2 Line

Die im April 2024 eröffnete „2 Line“ trägt die Kennfarbe Blau. Sie soll westliche und nördliche Gebiete des King County sowie das Snohomish County mit Gebieten östlich des Lake Washington verknüpfen. Dazu soll sie in Seattle die Strecke der Linie 1 bis Lynnwood mitnutzen.
Ein erster, im April 2024 eröffneter Abschnitt der „East Link Extension“ beinhaltet acht neu gebaute Stationen von South Bellevue bis Redmond Technology. Im Mai 2025 folgte ein Abschnitt nordostwärts bis Downtown Redmond mit zwei Stationen.
Seit 2019 aufgetretene Baumängel an den Verankerungsblöcken der Festen Fahrbahn aus Beton im Bereich der Schnellstraßenbrücke der Interstate 90 über den Lake Washington und auf Mercer Island führten dazu, dass Sound Transit die „East Link Extension“ 2024 zunächst ohne den Abschnitt nach Seattle und so ohne Verknüpfung mit der Linie 1 in Betrieb nahm. Dieser Abschnitt soll im Winter 2025/26 eröffnet werden. In Seattle soll die Linie 2 ab International District/Chinatown am Südausgang des Downtown Seattle Transit Tunnel gemeinsam mit der Linie 1 nordwärts durch Seattle bis Lynnwood City Center verkehren. Sie soll dann 2026 insgesamt 25 Stationen bedienen.

### Geplante Linien 3 und 4
Teil des Vorhabens „Sound Transit 3“ sind Netzausbauten mit zwei zusätzlichen Stadtbahn-Linien. Wenn die Umsetzung gelingt, könnten sie gegen Ende der 2030er Jahre bis Mitte der 2040er Jahre in Betrieb gehen. Sie würden Teile der Strecken der Linien 1 bzw. 2 mitnutzen bzw. übernehmen und darüber hinaus neu zu bauenden Streckenabschnitte befahren. Als Kennfarben sind Magenta und Violett vorgesehen.
Die Linie 3 soll von Everett im Norden entlang der Strecke der Linie 2 durch Seattle nach West Seattle führen und die zu bauenden Strecken „Everett Link Extension“ und „West Seattle Link Extension“ befahren. Für die Linie 4 soll die „South Kirkland – Issaquah Link Extension“ gebaut werden, um im Bereich des King County östlich des Lake Washington die Städte Kirkland und Issaquah in Nord-Süd-Richtung über Bellevue miteinander zu verbinden.

## Stationen

### Stationen der Linie 1
| | Name                             | Eröffnung | Stadt/Stadtteil                           | Lage                                                                | Art              | Anmerkungen |
| --- | -------------------------------- | --------- | ----------------------------------------- | ------------------------------------------------------------------- | ---------------- | --- |
| Lynnwood Link Extension eröffnet 30. August 2024. Streckenende. Für 2030er Jahre geplante Everett Link Extension |                                  |           |                                           |                                                                     |                  | |
| | Lynnwood City Center             | 2024      | Lynnwood                                  | aufgeständert                                                       | Mittelbahnsteig  | Teil des Lynnwood Transit Center Parkplätze |
| | Mountlake Terrace                | 2024      | Mountlake Terrace                         | aufgeständert                                                       | Mittelbahnsteig  | Teil des Mountlake Terrace Transit Center Parkplätze |
| | Shoreline North/185th            | 2024      | Shoreline                                 | ebenerdig                                                           | Seitenbahnsteige | Parkplätze |
| | Shoreline South/148th            | 2024      | Shoreline                                 | aufgeständert                                                       | Mittelbahnsteig  | Parkplätze |
| | NE 130th Street                  | 2026      | North Seattle                             | aufgeständert                                                       |                  | Als zusätzliche Station in Bau |
| Northgate Link Extension eröffnet 2. Oktober 2021. Linienende 2021 bis 2024                                      |                                  |           |                                           |                                                                     |                  | |
| | Northgate                        | 2021      | Northgate, Seattle                        | an der 1st Avenue Northeast                                         | Mittelbahnsteig  | Erschließt Northgate Mall und Sportstätten |
| Northgate Link Extension Tunnel                                                                                  |                                  |           |                                           |                                                                     |                  | |
| | Roosevelt                        | 2021      | Seattle                                   | an der 12th Avenue Northeast                                        | Mittelbahnsteig  | |
| | U District                       | 2021      | University District, Seattle              | an der Brooklyn Avenue Northeast                                    | Mittelbahnsteig  | |
| University Link Extension eröffnet 19. März 2016. Linienende 2016 bis 2021                                       |                                  |           |                                           |                                                                     |                  | |
| University Link Tunnel                                                                                           |                                  |           |                                           |                                                                     |                  | |
| | University of Washington         | 2016      | University District, Seattle              | unter dem Montlake Blvd NE & NE Pacific St                          | Mittelbahnsteig  | |
| | Capitol Hill                     | 2016      | Capitol Hill, Seattle                     | unter dem Broadway & E John St                                      | Mittelbahnsteig  | Umstieg zur Straßenbahn Seattle |
| Downtown Seattle Transit Tunnel                                                                                  |                                  |           |                                           |                                                                     |                  | |
| | Westlake                         | 1990      | Downtown Seattle                          | unter der Pine Street, zwischen 3rd, 4th und 5th Avenues            | Seitenbahnsteige | Umstieg zur Einschienenbahn Seattle und zur Straßenbahn Seattle |
| | Symphony                         | 1990      | Downtown Seattle                          | unter der 3rd Avenue, zwischen University Street und Seneca Street. | Seitenbahnsteige | An der Benaroya Hall der Seattle Symphony. Hieß bis August 2024 University Street: Umbenannt, um Verwechslungen mit den Stationen im University District zu vermeiden. |
| | Pioneer Square                   | 1990      | Pioneer Square, Seattle                   | unter der 3rd Avenue & James Street                                 | Seitenbahnsteige | Umstieg zum Fähranleger Colman Dock (Washington State Ferries) und King County Water Taxi                                                                              |
| | International District/Chinatown | 1990      | International District/Chinatown, Seattle | unter der Union Station an der 5th Avenue S & S Jackson Street      | Seitenbahnsteige | Umstieg zur Straßenbahn Seattle und zur King Street Station (Amtrak und Sounder)                                                                                       |
| Verbindung zur zukünftigen East Link Extension                                                                   |                                  |           |                                           |                                                                     |                  | |
| Oberfläche |                                  |           |                                           |                                                                     |                  | |
| | Stadium                          | 2009      | SoDo, Seattle                             | SoDo Busway & S Royal Brougham Way                                  | Mittelbahnsteig  | Umstieg zu Greyhound. Hat größere Bahnsteige, um Fahrgastzahlen bei Veranstaltungen am T-Mobile Park und Lumen Field bewältigen zu können.                             |
| | SODO                             | 2009      | SoDo, Seattle                             | SoDo Busway & S Lander Street                                       | Seitenbahnsteige | |
| Beacon Hill Tunnel                                                                                               |                                  |           |                                           |                                                                     |                  | |
| | Beacon Hill                      | 2009      | Beacon Hill, Seattle                      | unter der Beacon Avenue S & S Lander Street                         | Mittelbahnsteig  | |
| Hochbahn |                                  |           |                                           |                                                                     |                  | |
| | Mount Baker                      | 2009      | Mount Baker                               | Martin Luther King Jr. Way S & Rainier Avenue S                     | Seitenbahnsteige | |
| Oberfläche (Martin Luther King Jr. Way)                                                                          |                                  |           |                                           |                                                                     |                  | |
| | Columbia City                    | 2009      | Columbia City, Seattle                    | MLK Jr. Way S zwischen S Edmunds & S Alaska Streets                 | Seitenbahnsteige | |
| | Othello                          | 2009      | New Holly, Seattle                        | MLK Jr. Way S zwischen S Othello & S Myrtle Streets                 | Seitenbahnsteige | |
| | Rainier Beach                    | 2009      | Rainier Valley, Seattle                   | MLK Jr. Way S & S Henderson Street                                  | Mittelbahnsteig  | |
| Hochbahn |                                  |           |                                           |                                                                     |                  | |
| | Tukwila International Blvd       | 2009      | Tukwila                                   | SR 518 & Tukwila International Blvd                                 | Seitenbahnsteige | 600 Parkplätze |
| | SeaTac/Airport                   | 2009      | SeaTac                                    | Östlich der Flughafen-Parkgarage                                    | Mittelbahnsteig  | Fußgängerbrücke zum Hauptterminal und Kiss-and-ride am International Blvd                                                                                              |
| | Angle Lake                       | 2016      | SeaTac                                    | S 200th St & 28th Ave S                                             | Seitenbahnsteige | 1.120 Parkplätze |
| Linienende; zukünftige Verlängerung nach Federal Way                                                             |                                  |           |                                           |                                                                     |                  | |

### Stationen der Linie 2
|                                                                                | Name                             | Eröffnung | Stadt/Stadtteil | Lage                                    | Art                                 | Anmerkungen |
| ------------------------------------------------------------------------------ | -------------------------------- | --------- | --------------- | --------------------------------------- | ----------------------------------- | --- |
| weiter wie Linie 1 durch Downtown Seattle Transit Tunnel bis Lynnwood          |                                  |           |                 |                                         |                                     | |
|                                                                                | International District/Chinatown | 2025/2026 | Seattle         | 5th Avenue S und S Jackson Street       | unterirdisch                        | Wird an gleichen Bahnsteigen wie die Linie 1 halten. Umstieg zur Straßenbahn Seattle und zur King Street Station (Amtrak und Sounder) |
| Ausfädelung East Link Extension am Südende des Downtown Seattle Transit Tunnel |                                  |           |                 |                                         |                                     | |
|                                                                                | Judkins Park                     | 2025/2026 | Seattle         | Interstate 90 und Rainier Avenue S      | oberirdisch                         | in Bau |
|                                                                                | Mercer Island                    | 2025/2026 | Mercer Island   | Interstate 90 und 80th Avenue SE        | oberirdisch                         | In Bau. Erhält 447 Parkplätze. |
| East Link Extension ab South Bellevue eröffnet 27. April 2024                  |                                  |           |                 |                                         |                                     | |
|                                                                                | South Bellevue                   | 2024      | Bellevue        | 2700 Bellevue Way SE                    | aufgeständert                       | 1.500 Parkplätze |
|                                                                                | East Main                        | 2024      | Bellevue        | 112th Avenue SE und Main Street         | oberirdisch                         | |
|                                                                                | Bellevue Downtown                | 2024      | Bellevue        | NE 6th Street und 110th Avenue NE       | Einschnitt                          | Umstieg zum Schnellbus RapidRide B Line                                                                                               |
|                                                                                | Wilburton                        | 2024      | Bellevue        | 116th Avenue NE und NE 8th Street       | aufgeständert                       | Umstieg zum Schnellbus RapidRide B Line                                                                                               |
|                                                                                | Spring District                  | 2024      | Bellevue        | NE 15th Street und 120th Avenue NE      | teilweise überdeckelt im Einschnitt | |
|                                                                                | BelRed                           | 2024      | Bellevue        | NE Spring Boulevard und 130th Avenue NE | oberirdisch                         | 300 Parkplätze |
|                                                                                | Overlake Village                 | 2024      | Redmond         | 152nd Avenue NE und NE Shen Street      | oberirdisch                         | Umstieg zum Schnellbus RapidRide B Line                                                                                               |
|                                                                                | Redmond Technology               | 2024      | Redmond         | 156th Avenue NE und NE 40th Street      | oberirdisch                         | Umstieg zum Schnellbus RapidRide B Line, 300 Parkplätze                                                                               |
| East Link Extension bis Redmond Technology eröffnet 27. April 2024             |                                  |           |                 |                                         |                                     | |
|                                                                                | Marymoor Village                 | 2025      | Redmond         | State Route 520 und NE 70th Street      | oberirdisch                         | 1.400 Parkplätze |
|                                                                                | Downtown Redmond                 | 2025      | Redmond         | Cleveland Street und 166th Avenue NE    | aufgeständert                       | Umstieg zum Schnellbus RapidRide B Line                                                                                               |
| Streckenende; Downtown Redmond Extension eröffnet 10. Mai 2025                 |                                  |           |                 |                                         |                                     | |

## Entwicklung der Fahrgastzahlen

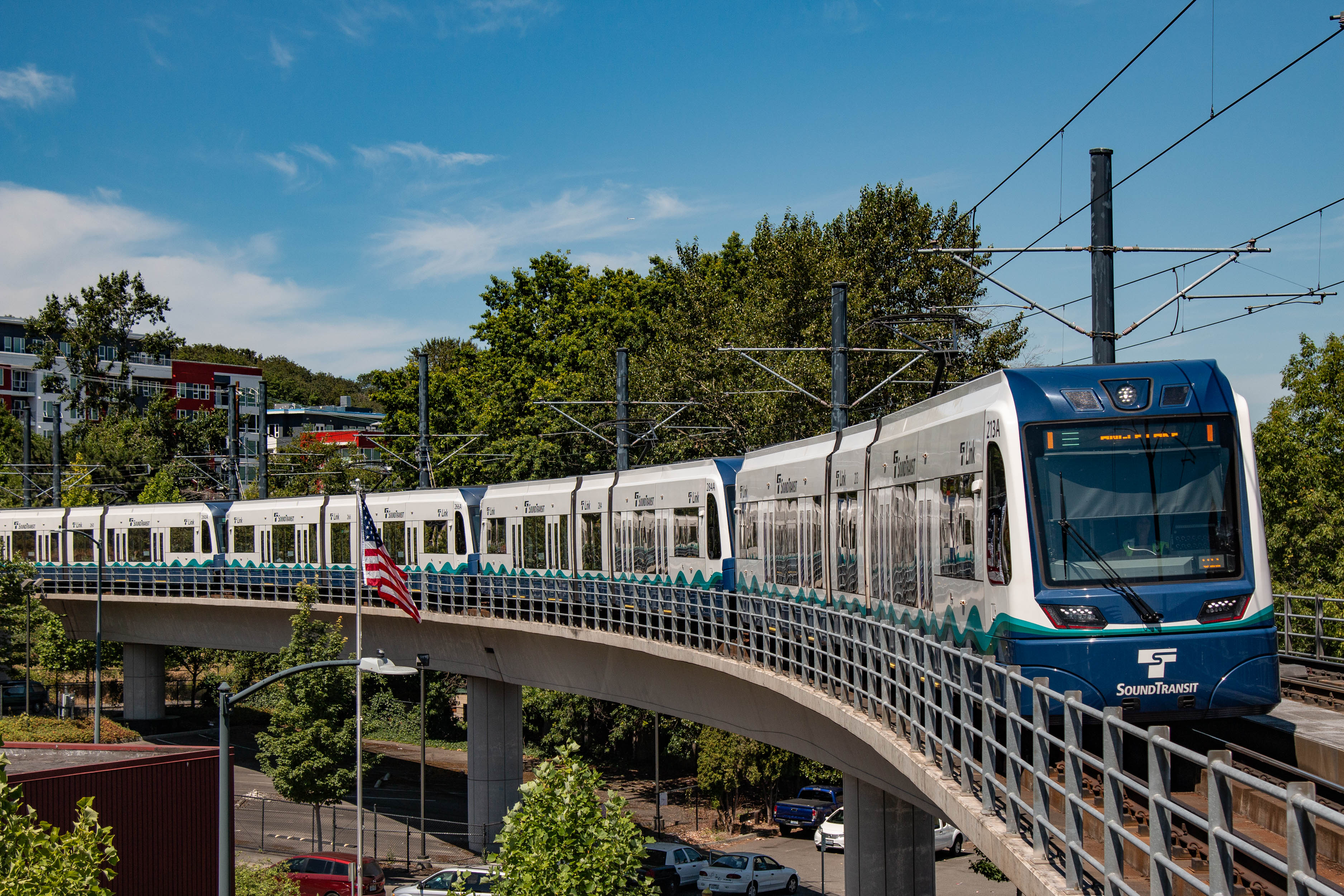
Stadtbahnwagen der zweiten Serie in Vierfachtraktion für große Fahrgastzahlen (2022)

Die Zählung erfolgt mittels Infrarotsensoren an den Wagentüren.
| Jahr                  | Fahrgäste  | %±       |
| --------------------- | ---------- | -------- |
| 2009                  | 2.501.211  | —        |
| 2010                  | 6.989.504  | +176,5 % |
| 2011                  | 7.812.433  | +11,8 %  |
| 2012                  | 8.699.821  | +11,4 %  |
| 2013                  | 9.681.432  | +11,3 %  |
| 2014                  | 10.937.883 | +13,1 %  |
| 2015                  | 11.530.411 | +6,9 %   |
| 2016                  | 19.011.368 | +64,9 %  |
| 2017                  | 23.002.263 | +21,0 %  |
| 2018                  | 24.470.257 | +6,4 %   |
| 2019                  | 25.075.922 | +2,5 %   |
| 2020                  | 9.660.736  | −61,0 %  |
| 2021                  | 11.520.000 | +19,3 %  |
| 2022                  | 23.624.000 | +105,1 % |
| 2023                  | 26.881.000 | +13,8 %  |
| Quelle: Sound Transit |            |          |

## Betrieb

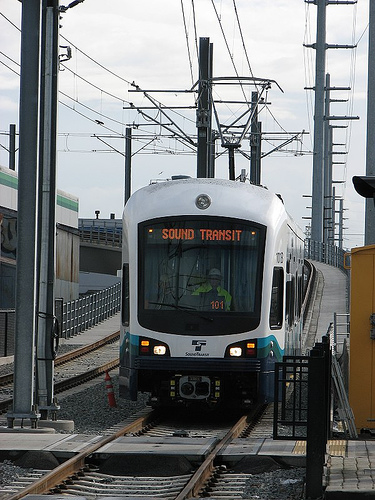
Erprobungsfahrten mit Stadtbahnwagen der ersten Serie (2007)

Die Gesamtfahrzeit auf der Linie 1 zwischen Lynnwood City Center und Angle Lake beträgt 73 Minuten. Die komplette Strecke wird wochentags von 6 bis 22 Uhr, am Wochenende von 8 bis 22 Uhr im 10-Minuten-Takt bedient. Wochentags wird in den Hauptverkehrszeiten ein 8-Minuten-Takt angeboten, in den Schwachverkehrszeiten bis ca. 1 Uhr sowie ab 4.15 Uhr verkehren die Züge alle 12 bis 15 Minuten bzw. nicht im Takt.
Auf der Linie 2 ist zur Hauptverkehrszeit nach der Fertigstellung der Gesamtstrecke ein 8-Minuten-Takt vorgesehen.
Es wird nicht damit gerechnet, dass der bis Anfang 2020 in den Hauptverkehrszeiten angebotene 6-Minuten-Takt wieder hergestellt werden kann. Angesichts neuer langer Streckenabschnitte bei steigenden Fahrgastzahlen und längeren als geplanten Fahrtdauern, auch aufgrund von Langsamfahrstellen, könnte eine zu geringe Anzahl an verfügbaren Fahrzeugen dazu führen, dass ab der zweiten Hälfte der 2020er Jahre ein 10-Minuten-Takt auf beiden Linien angeboten wird.

## Tarif
Fahrgäste müssen vor Fahrtantritt einen Fahrschein erwerben. Fahrgäste, die das kontaktlose ORCA-System mit einer RFID-Karte oder die entsprechende Mobile App nutzen, müssen ihre Karte oder das Mobilgerät vor dem Einstieg und nach dem Ausstieg scannen, um einen entfernungsabhängigen Fahrpreis zu zahlen. Seit 2024 gibt es darüber hinaus einen entfernungs-unabhängigen Einheitsfahrpreis, bei dem das Scannen nach dem Ausstieg entfällt. Alle Kinder und Jugendlichen bis zu ihrem 19. Geburtstag fahren im Bundesstaat Washington kostenlos, und es gibt auf Antrag bzw. Nachweis Ermäßigungen für berechtigte Gruppen.
Fahrkartenkontrolleure von Sound Transit oder Polizeibeamte überprüfen dies regelmäßig in zufällig ausgewählten Zügen. Schwarzfahren wird mit einer Zahlung von 124 US-Dollar bestraft.
Die Tarife sind distanzabhängig: Im Jahr 2016 waren 2,25 US-Dollar Basispreis plus 5 Cent pro Meile, gerundet auf die nächsten 25 Cent, zu zahlen.
Mit Stand September 2024 beträgt der entfernungs-unabhängige Einheitsfahrpreis 3 US-Dollar für Erwachsene bei der Stadtbahn Seattle und 2 Dollar bei der Straßenbahn Tacoma. Der maximale Preis für einen Einzelfahrschein beträgt daher 3 Dollar, beispielsweise für eine Fahrt zwischen dem Stadtzentrum von Seattle und dem Sea-Tac Airport.

## Fahrzeuge

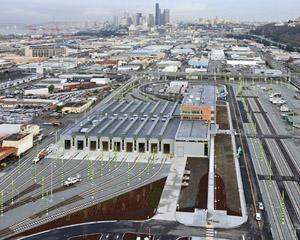
Betriebshof OMF Central in Seattle

Ursprünglich wurde Central Link ausschließlich mit Doppeltraktionen bedient, ab 2016 kamen die Fahrzeuge in der Hauptverkehrszeit und an Wochenenden auch in Dreifachtraktion zum Einsatz. In den 2020er Jahren fahren auf der Linie 1 regelmäßig Vierfachtraktionen, nach Fertigstellung soll dies auch für möglichst viele Kurse der Linie 2 gelten. Sound Transit erwartet nach der Streckeneröffnung der Federal Way Extension 2026 Kapazitätsengpässe durch Fahrzeugmangel und fehlende Abstellmöglichkeiten für die benötigte Anzahl an Fahrzeugen.
Alle Bahnhöfe sind für Vierfachtraktion ausgelegt. Die Bahnsteige sind durchgängig auf eine Zuglänge von 380 Fuß (120 Meter) ausgelegt.
Die Höchstgeschwindigkeit beträgt 89 km/h (55 mph).
Die Elektrizitätsversorgung der Bahnen findet mittels Oberleitung und 1.500 Volt Gleichstrom statt. Damit unterscheidet sie sich von der Regelspannung US-amerikanischer Stadtbahnsysteme (750 Volt) und war die erste Stadtbahn in Nordamerika mit einer Spannung von 1.500 Volt.
Es gibt zwei Betriebshöfe:
1. Central Operations and Maintenance Facility (OMF Central) in Seattle: 104 Abstellpositionen für Fahrzeuge[27]
2. East Operations and Maintenance Facility (OMF East) in Bellevue

Ein dritter Betriebshof (OMF South) soll im Rahmen der Federal Way Link Extension entstehen.

### Erste Fahrzeuggeneration
Das japanische Konsortium Kinki Sharyō & Mitsui erhielt 2003 den Auftrag zur Entwicklung und Produktion von niederflurigen Stadtbahnwagen (LRVs) für die Stadtbahn Seattle. Insgesamt 62 Zweirichtungsfahrzeuge wurden ausgeliefert, davon 35 zwischen November 2006 und September 2008 und 27 weitere ab August 2010. Ein Fahrzeug hat drei Fahrgestelle, wobei sich zwei Endwagen auf einen kurzen Mittelwagen mit eingebauten Sitzen stützen. Ein Fahrzeug ist 29 m lang und 2,7 m breit, 200 Fahrgäste können befördert werden (74 davon Sitzplätze).

### Zweite Fahrzeuggeneration
Sound Transit vereinbarte mit Siemens Mobility im September 2016 die Herstellung von 122 Stadtbahnwagen des Typs S700 der Fahrzeugfamilie Siemens Avanto. Hergestellt werden sie in Sacramento. Sie sollten ab 2019 für die Northgate-, Lynnwood- und East-Link-Erweiterungen ausgeliefert werden. Diese Bestellung sollte die Fahrzeugflotte auf 184 verdreifachen und insgesamt ca. 554 Millionen US-Dollar kosten. Im April 2017 wurden weitere 30 Fahrzeuge für 131 Millionen US-Dollar bestellt. Im Mai 2021 gingen die ersten Fahrzeuge dieses Typs in Betrieb. 2026 sollte das letzte Fahrzeug dieser Bestellung ausgeliefert sein. 2024 erweiterte Sound Transit die laufende Bestellung bei Siemens Mobility um 10 auf insgesamt 162 Fahrzeuge bis 2028 und eine Option auf 6 weitere Fahrzeuge.

### Dritte Fahrzeuggeneration
Eine neue Fahrzeuggeneration ist für die frühen 2030er Jahre geplant und soll aus 236 Fahrzeugen bestehen.

## Planungen

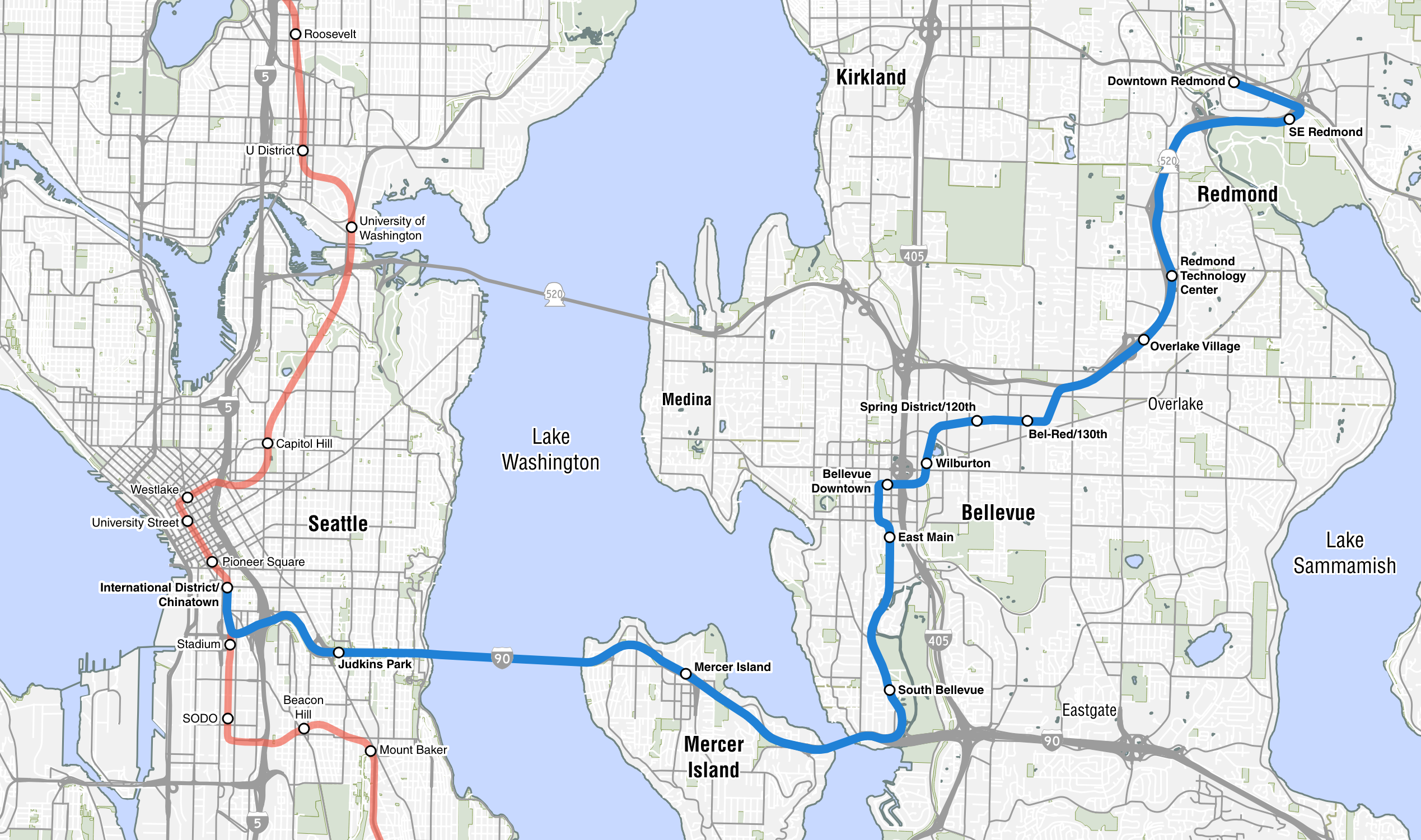
Kartendarstellung der East Link Extension

In zwei Volksabstimmungen in den Jahren 2008 (Sound Transit 2) und 2016 (Sound Transit 3) stimmte eine Mehrheit für den umfangreichen Ausbau der Stadtbahn in der Metropolregion Seattle.
| Projektname                              | Status     | Beschreibung | Länge   | Geplante Eröffnung              |
| ---------------------------------------- | ---------- | --- | ------- | ------------------------------- |
| Northgate Link Extension                 | in Betrieb | Verlängerung von der University of Washington Station über den University District westlich des Campus, des Roosevelt Stadtviertels bis nach Northgate, einem größeren Verkehrsknotenpunkt an Northgate Mall (Seattle)        | 6,9 km  | 2. Oktober 2021                 |
| East Link Extension                      | in Betrieb | Abschnitt Bellevue, Overlake, Microsoft-Technologie-Campus in Redmond bis Downtown Redmond | 23 km   | 27. April 2024 und 10. Mai 2025 |
| East Link Extension                      | im Bau     | Abschnitt Seattle über Judkins Park, Mercer Island bis Bellevue | 23 km   | 2025/2026                       |
| Lynnwood Link Extension                  | in Betrieb | Verlängerung von Northgate (nördlicher Endpunkt der Northgate Link Extension) über North Seattle, Shoreline, Mountlake Terrace nach Lynnwood                                                                                  | 13,7 km | 2024                            |
| Lynnwood Link Extension                  | im Bau     | Zusätzliche Station NE 130th Street | 13,7 km | 2026                            |
| Federal Way Link Extension               | im Bau     | Verlängerung vom bisherigen Endpunkt Angle Lake über Kent und Des Moines (Station am Highline College) nach Federal Way mit Stationen an der S 272nd Street (Star Lake) und am Federal Way Transit Center                     | 12,5 km | Frühjahr 2026                   |
| Tacoma Dome Link Extension               | in Planung | Verlängerung vom Federal Way Transit Center, über Fife und East Tacoma, zur Tacoma Dome Station am Tacoma Dome mit Übergang zur Straßenbahn Tacoma, zu Amtrak und Sounder                                                     | 24 km   | 2030                            |
| West Seattle Link Extension              | in Planung | Südwestliche Erweiterung von Downtown Seattle nach West Seattle | 6,6 km  | 2032                            |
| Ballard Link Extension                   | in Planung | Nordwestliche Erweiterung von Downtown Seattle in den Stadtteil Ballard über South Lake Union und Lower Queen Anne. Das Projekt umfasst einen zweiten Innenstadttunnel.                                                       | 11,4 km | 2035                            |
| Everett Link Extension                   | in Planung | Verlängerung von Lynnwood über Paine Field nach Everett Station | 24 km   | 2041                            |
| South Kirkland – Issaquah Link Extension | in Planung | Strecke vom East Link in Bellevue nach Issaquah, hauptsächlich entlang der Interstate 90, mit Stationen in Eastgate und Factoria. Darüber hinaus ist eine nördliche Verlängerung bis South Kirkland Park and Ride in Planung. | 14 km   | 2041                            |